# Насиф аль-Язиджи
На́сиф ибн ‘Абдулла́х аль-Я́зиджи (араб. ناصيف بن عبد الله اليازجي‎; 25 марта 1800 — 8 февраля 1871) — арабский поэт и филолог, просветитель. Составленные им многочисленные учебные пособия по филологии и арабской грамматике были положены в основу школьных программ. Один из инициаторов первого в Сирии просветительского общества — «Сирийского общества наук и искусств».

## Биография
Его полное имя: Насиф ибн ‘Абдуллах ибн Насиф ибн Джанбулат ибн Са‘д аль-Язиджи. Он был одним из лидеров арабского культурного возрождения в Ливане и Сирии. Он был придворным поэтом ливанского эмира Башира II Шихаба, после чего в течение 30 лет преподавал в школах Бейрута. Составил много школьных пособий по арабской грамматике, поэтике, логике и риторике. Известен как поэт-традиционалист.

## Семья
Сын Насифа аль-Язиджи, Ибрахим (1847—1906) был видным деятелем культуры, филологом и одним из основателей арабской публицистики. Халиль аль-Язиджи (1858—1889) — поэт, драматург, автор трагедии «Мужество и верность». Варда аль-Язиджи (1838—1924) — одна из первых арабских писательниц, автор сборника стихов «Хадикат аль-вард» («Сад роз»), а также одна из первых деятельниц женского движения в арабских странах.